# 船浮海運
有限会社船浮海運（ふなうきかいうん）は、沖縄県八重山郡竹富町の西表島に本拠を置く海運会社である。

## 概要
西表島西部の白浜集落（白浜港）と、他の集落との間に道路が通じていない船浮集落（船浮港）との間で連絡船を運航している。
2010年までは、週1便のみ、白浜港と旧網取集落の網取港を結ぶ定期航路も運航していた。
- 所在地
  - 沖縄県八重山郡竹富町字西表2458（船浮営業所）[1][6]
    - 船浮営業所は民宿ふなうき荘を併設している。

  - 沖縄県八重山郡竹富町字西表1499（白浜営業所）[6][7]

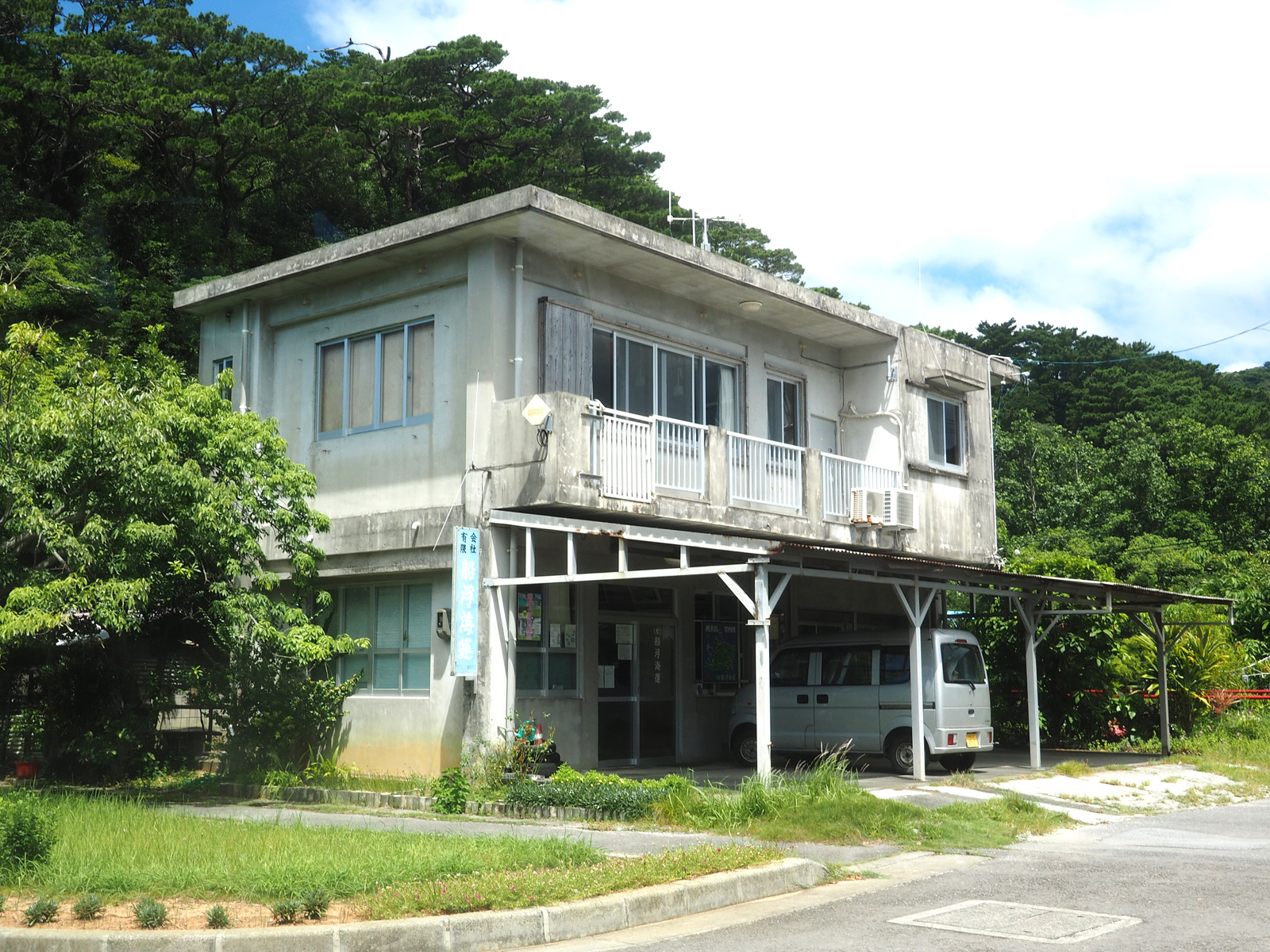
船浮海運白浜営業所

## 航路
- 白浜港 - 船浮港
  - 1日5往復
  - 白浜港では、2008年（平成20年）3月4日に浮桟橋（長さ23メートル、幅9メートル）の供用が開始されている[8]。
- 白浜港 - 網取港
  - 2010年（平成22年）に廃止[5]。

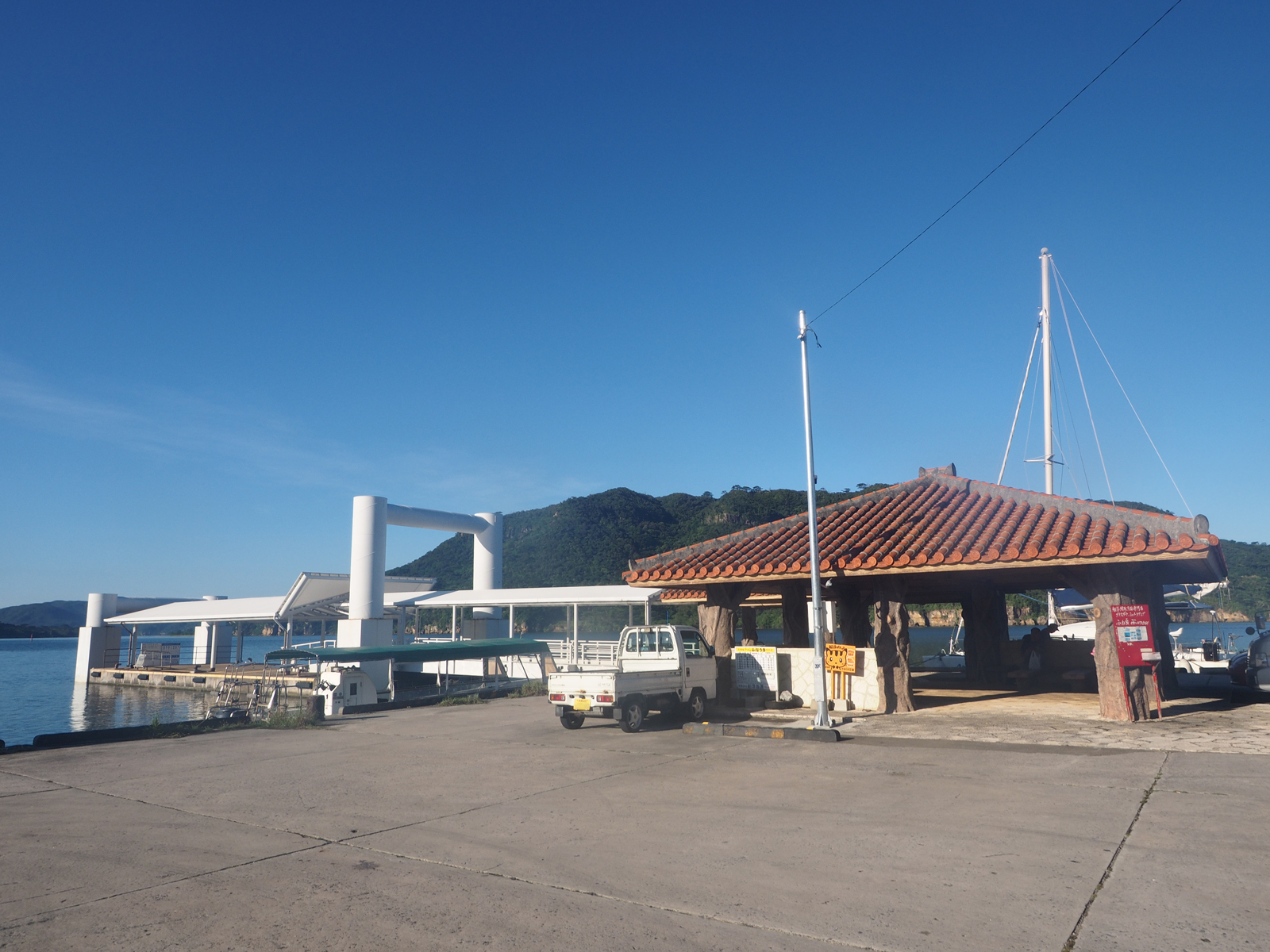
白浜港浮桟橋
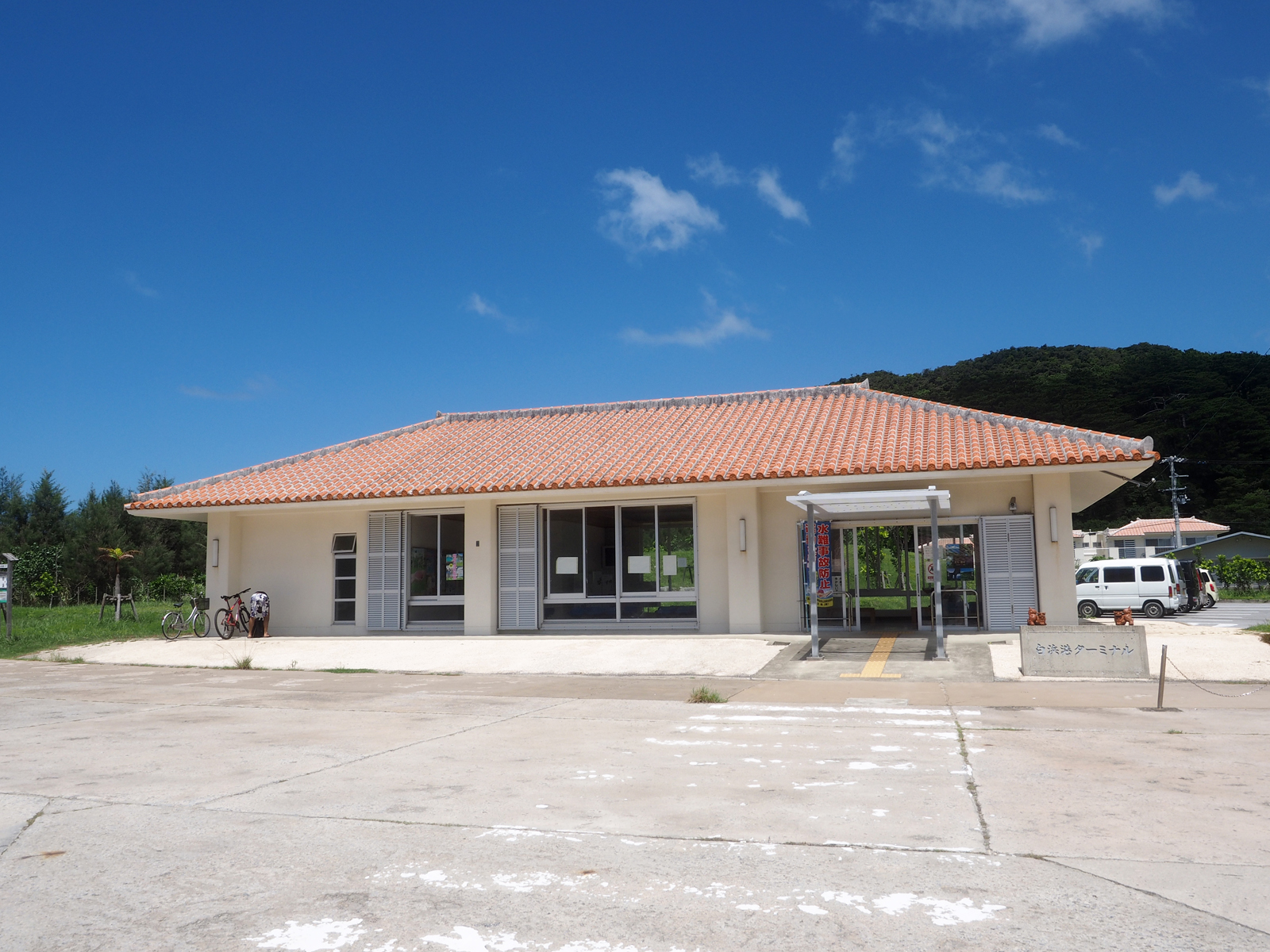
白浜港ターミナル
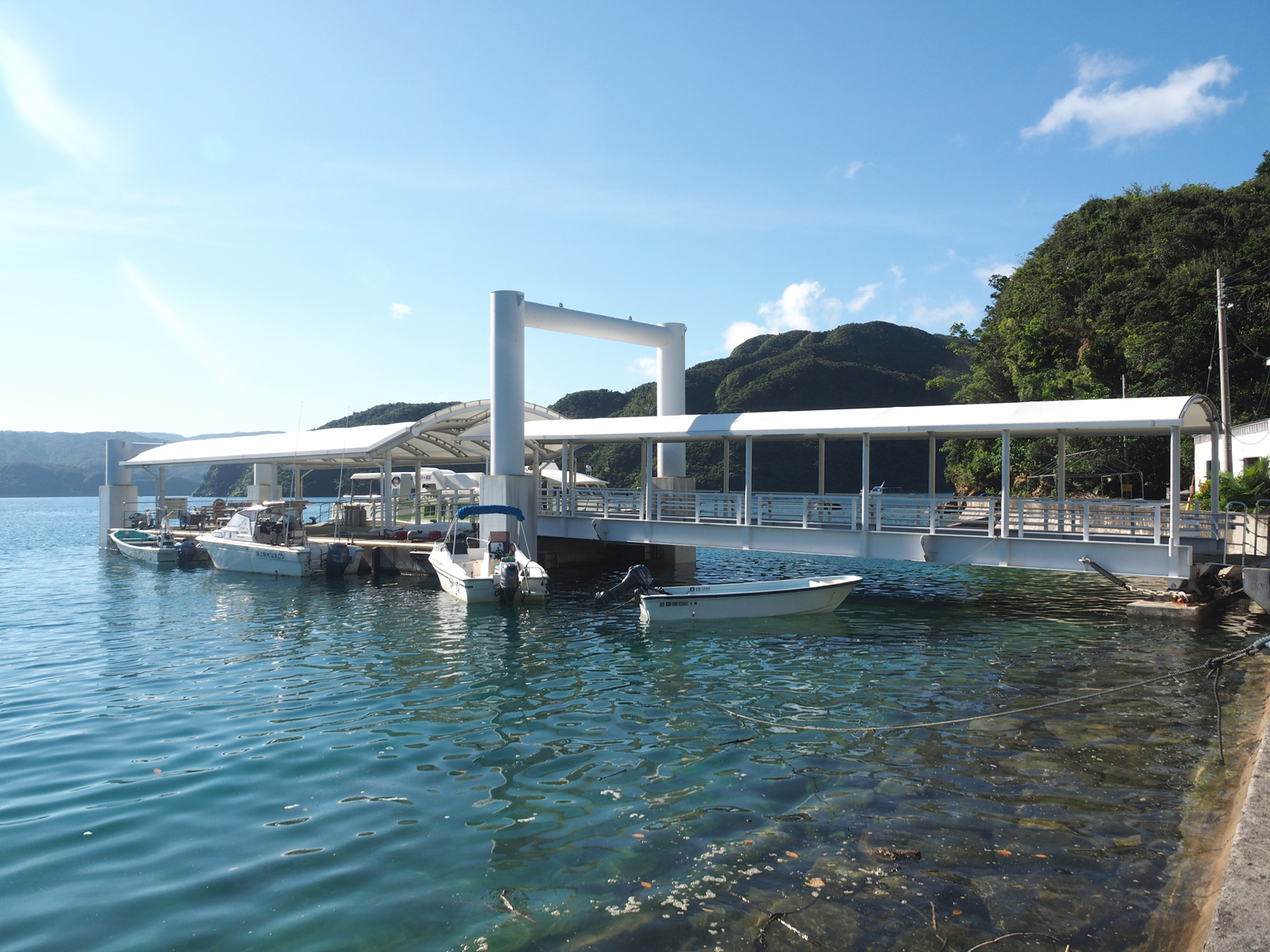
船浮港浮桟橋
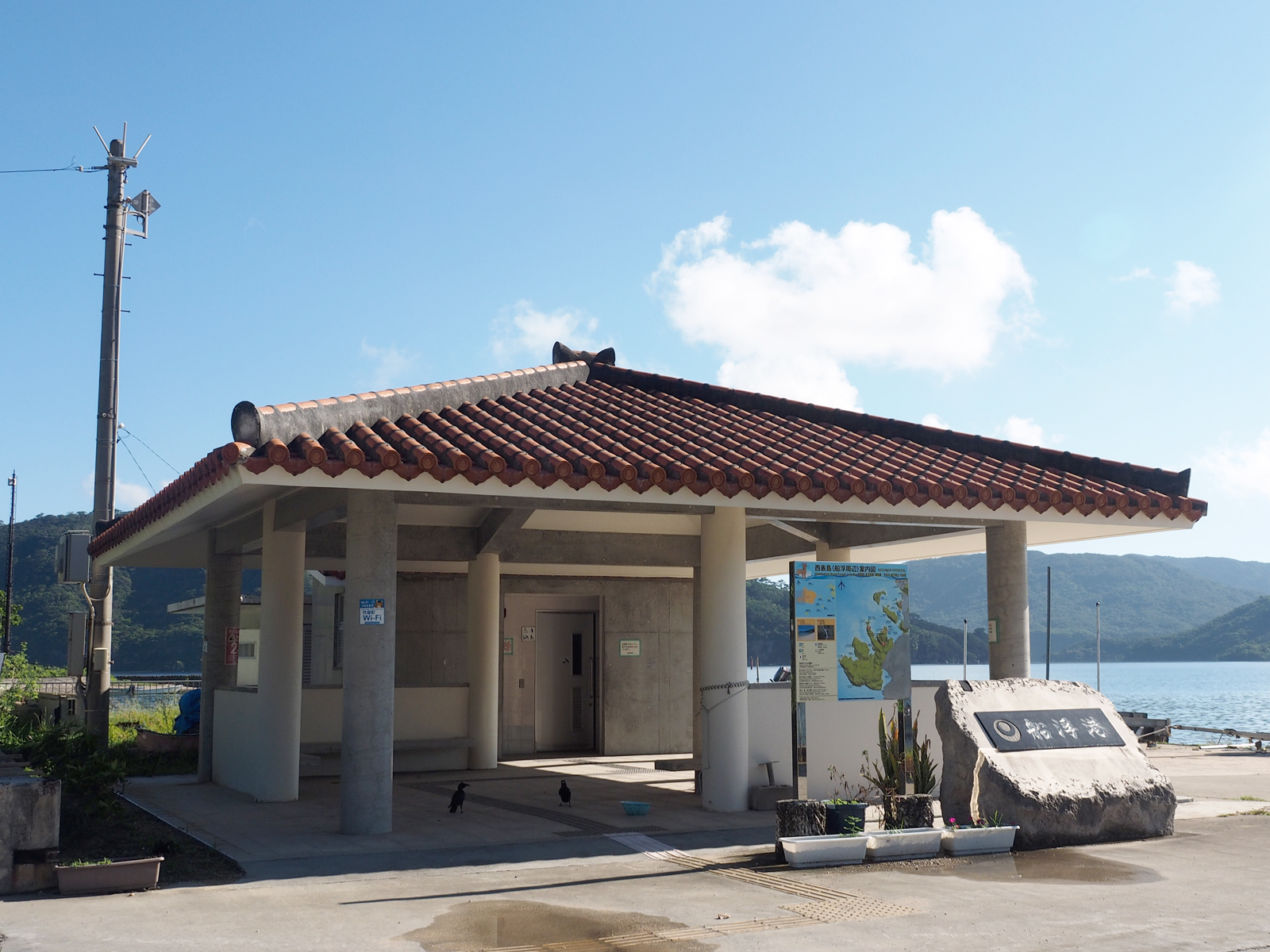
船浮港待合所

## 就航船舶

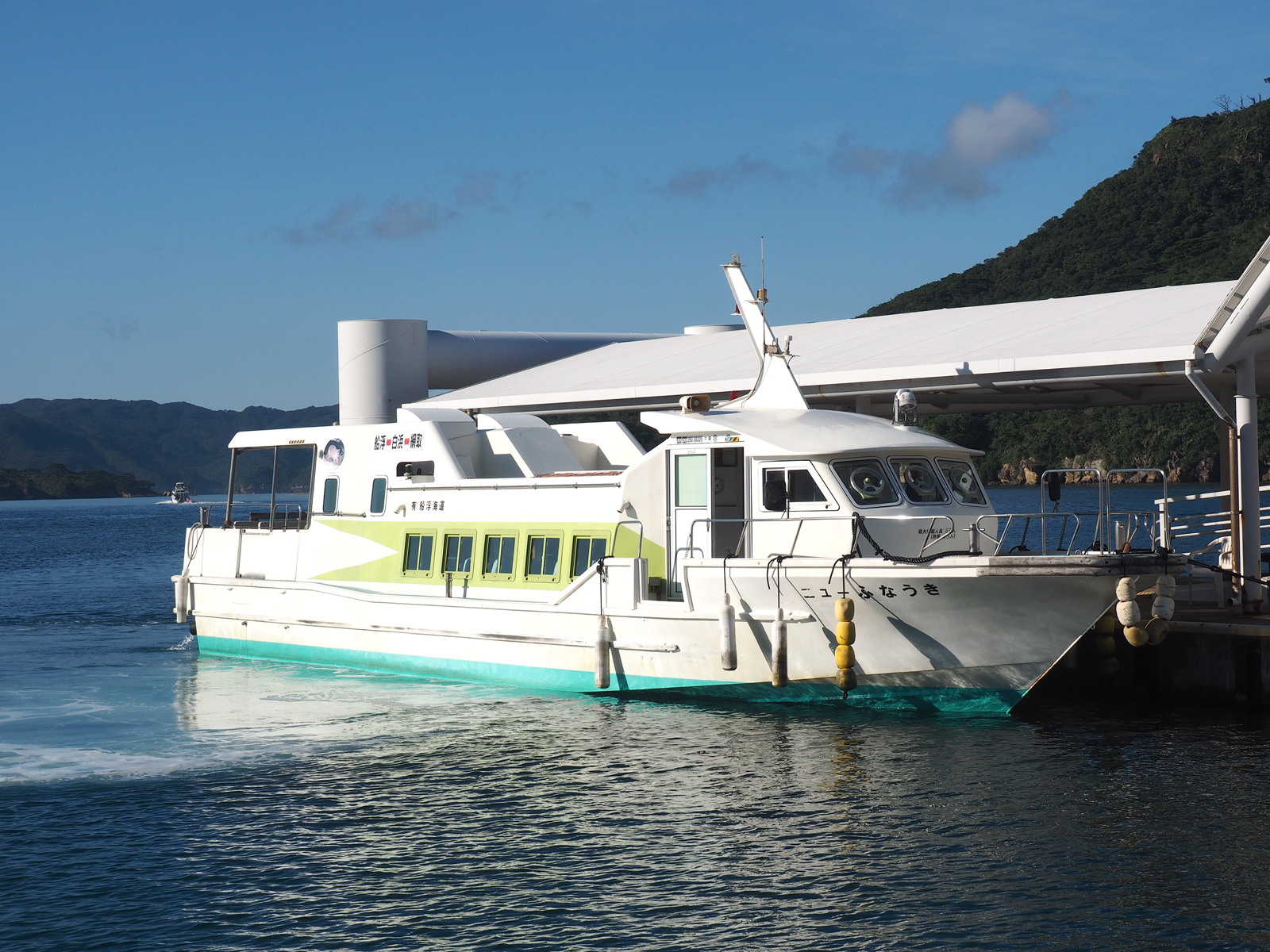
ニューふなうき（白浜港）

### 現行
• ふなうきまる
2019年（令和元年）10月1日進水、11月就航。19総トン、航海速力 18.0ノット。
ニュージャパンマリン建造、沖縄県離島海運振興保有。

### 過去
• ふなうき
1996年（平成8年）8月進水。9.4総トン、航海速力 18.0ノット、旅客定員 35名。
 • ニューふなうき
2008年（平成20年）2月19日進水。17総トン、航海速力 18.0ノット、旅客定員 65名。
ヤンマー沖縄建造。

## 浅瀬乗り揚げ事故
2009年（平成21年）5月1日の8時17分頃、船浮港において、乗客2名を乗せたまま同港桟橋を離れて微速力で後進しながら回頭させている最中、浅瀬に乗り揚げる事故が発生した。当時、前記乗客2名のほか船長1名が乗り組んでいたが、死傷者は無かった。事故原因として、回頭中において船尾方向の確認を怠っていたことが挙げられている。